# Kraljeva pfalca
Izraz cesarjeva pfalca (nemško Kaiserpfalz – 'cesarska palača') ali kraljeva pfalca (nemško Königspfalz – 'kraljeva palača') se nanaša na več posesti na območju Svetega rimskega cesarstva, ki so bili začasni, sekundarni sedeži moči svetega rimskega cesarja v zgodnjem in visokem srednjem veku. Izraz je bil redkeje uporabljen tudi za škofa, ki je kot teritorialni gospodar (Landesherr) moral zagotoviti kralju in njegovemu spremstvu hrano in stanovanje, to je bila obveznost, imenovana Gastungspflicht.

## Izvor imena
Pfalca izhaja iz latinske besede palatium, prvotno Domicijanov palacij (cesarska palača). Kaiserpfalz je nemška beseda, ki je kombinacija besed Kaiser, ki pomeni 'cesar' in je izpeljana iz "caesar", in Pfalz, kar pomeni 'palača'. Podobno je Königspfalz kombinacija besed König – 'kralj' in Pfalz –'palača'. 

## Opis in namen
Srednjeveški cesarji Svetega rimskega cesarstva niso vladali iz glavnega mesta tako kot njihovi plemiči v Franciji, Angliji in na Madžarskem, ker tako glavno mesto ni obstajalo, ampak so se morali seliti od posesti do posesti in s tem tudi ohranjali osebni stik s svojimi vazali na kraju samem. To je bilo tako imenovano »potujoče kraljevanje«, neke vrste »potujoče kraljestvo« (Reisekönigtum). Gospodarska moč tedanjih kraljestev ni omogočala vzdrževanja večjih mest in s tem nastanka cesarskega oziroma kraljevega dvora. Ker so pfalce zgradili in uporabljali kralji kot vladarji v Svetem rimskem cesarstvu (rex Romanorum (Römischer König)), je pravilna uporaba zgodovinskega izraza Königspfalz (kraljeva pfalca). 
Izraz Kaiserpfalz je oznaka iz 19. stoletja, ko kralj ni imel naslova rimskega cesarja, dokler ni bil okronan za cesarja (naslov mu je podelil papež). 
V nasprotju s splošnim pojmom palača pfalca ni bila namenjena stalnemu prebivanju, temveč je cesar v njej ostal nekaj časa, dokler so to omogočale zaloge. Opisi poti kažejo, da je monarh le redko ostal v njej več kot nekaj tednov. Poleg tega to niso bile vedno velike palače v današnjem smislu, bili so majhne stavbe oziroma dvorci  (Gutshöfe), kot je Bodfeld v Harzu. Bili so različno velik in so kralju in njegovemu številnemu spremstvu, stotinam zaposlenih, pa tudi gostom in konjem, zagotavljali hrano in nastanitev. V latinščini je bil tak kraljev dvor znan kot villa regia ali curtis regia. Pfalce so bile v bližini škofovske rezidence, blizu pomembnih opatij, v bližini mest, kjer je imel kralj posesti ali na podeželju, sredi kraljevih posesti. Običajno so bile med seboj oddaljene 30 kilometrov, kar je v tistem času pomenilo en dan vožnje s konji.
Pfalco so sestavljali: manjša glavna zgradba s palasom (aula regia/kraljevska dvorana) – večladijska eno- do trinadstropna dvorana, dvorna kapela (Pfalzkapelle), pogosto dvojna kapela, stanovanjski in gospodarski objekti in posest (Gutshof), včasih tudi šola za pisarje in druge stavbe, celoten kompleks pa sta obdajala obzidje in jarek. Razporeditev stavb izhaja iz rimskega kastruma, slog iz germanskih kraljevskih dvoran, rimske bazilike in bizantinske središčne stavbe.
Os tukaj so kralji in cesarji vladali in vodili državo ter praznovali pomembne cerkvene praznike. Vsako je upravljal pfalški grof, ki je imel pristojnosti v imenu cesarja. Najpomembnejši je sčasoma napredoval in postal volilni knez.
Pfalce so vladarji obiskovali iz različnih razlogov in glede na svoje naloge. Še posebej pomembne so bile pfalce, v katerih so kralji preživeli zimo (zimske pfalce ali Winterpfalzen), in pfalce za praznovanja (Festtagspfalzen), pri čemer je bila velika noč najpomembnejše praznovanje, zato tudi velikonočne pfalce (Osterpfalzen).
Večje pfalce so bile pogosto v mestih, ki so imela posebne pravice (cesarska neposrednost), lahko pa tudi sedež škofije ali cesarska opatija.
V obdobju rimsko-nemškega kraljestva Hohenstaufovcev so pomembni cesarski knezi začeli kazati svojo moč z gradnjo lastnih pfalc, na primer grad Dankwarderode Henrika Leva v Braunschweigu in Wartburg nad Eisenachom v Turingiji. Stavbi sta konstrukciji staufovske pfalce in sta bili tudi enake veliki.

## Seznam palač Svetega rimskega cesarstva
Nekatere bolj ali manj ohranjene cesarske pfalce ali palače:
| - Aachen - Abenheim (Falkenhof) - Allstedt - Altenburg - Aibling - Attigny, Francija - Basel - Bodfeld - grad Dankwarderode (Braunschweig) - Köln - Bockenem (Dahlum) - Thionville, (Diedenhofen) Francija - Dornburg - Dortmund - Duisburg - Cheb, (Eger) Češka - Forchheim - Frankfurt ob Majni (Kaiserpfalz in Saalhof) - Freising - Gelnhausen - Goslar | - Grona - Guirbaden, Francija - Haguenau, Francija - Harzburg - Herstal, Belgija - Cesarska palača Ingelheim - Jena (Kirchberg) - Kaiserslautern - Kaiserswerth - Gospa Sveta, Avstrija - Königshof - Lorsch - Magdeburg - Mainz - Memleben - Merseburg - Možberk, Avstrija (Arnulfsfeste) - Mühlhausen - Nordhausen - Nijmegen, Nizozemska (Valkhof) - Nürnberški grad | - Paderborn - Pöhlde - Ponthion, Francija - Quedlinburg - Quierzy, Francija - Rohr - Saalfeld - Seligenstadt - Soest (Hohes Hospital) - Speyer - Tilleda - Trebur - Grad Trifels - Ulm - Utrecht, Nizozemska (Lofen) - Werla - Bad Wimpfen - Worms - Zürich, Švica - Zutphen, Nizozemska |